# Thomas Samuel Humpidge
Thomas Samuel Humpidge (* 23. Juli 1853 in Gloucester; † 11. November 1887 in Aberystwyth, Wales) war ein englischer Chemiker.
Humpidge studierte an der Royal School of Mines und in Heidelberg bei Robert Wilhelm Bunsen, wo er um 1877 seinen B.Sc. erwarb.
Er besuchte das Fellenberg-Institut in Hofwyl. 1883 war er Mitarbeiter von Edward Frankland. Um 1885 wurde er Professor für Chemie am University College of Wales in Aberystwyth. Er bestimmte die Atommasse des Berylliums.

## Schriften
- On the coal-gas of the metropolis. In: Journal of the Chemical Society. Band 31, 1877, S. 621–626, doi:10.1039/JS8773100621.